# Armoriale dei comuni dell'Aube
Questa pagina contiene le armi (stemma e blasonatura) dei comuni dell'Aube.
| Stemma | Nome del comune e blasonatura |
| ------ | --- |
|        | Arcis-sur-Aube d'azur aux six besants d'argent, au chef d'or et à la bordure cousue de gueules (d'azzurro, a sei bisanti d'argento, posti 3, 2 e 1, al capo d'oro e la bordura cucita di rosso) |
|        | Auxon D'azur à l'aigle d'or, au chef cousu de gueules semé de bilettes d'or (d'azzurro, all'aquila d'oro; al capo cucito di rosso seminato di plinti d'oro) |
|        | Bar-sur-Aube parti, au premier de gueules au bar d'argent, au second d'azur à la bande d'argent, accostée de deux cotices potencées et contre-potencées d'or ; au chef d'azur chargé de trois abeilles volant d'or (partito: nel 1° di rosso, al barbo d'argento; nel 2° d'azzurro, alla banda d'argento accostata da due cotisse potenziate e contropotenziate d'oro; al capo d'azzurro caricato da tre api volanti d'oro) |
|        | Bar-sur-Seine parti, au premier de gueules aux deux bars adossés d'or, au second d'azur à la bande d'argent, accostée de deux cotices potencées et contre-potencées d'or (partito: nel 1° di rosso, a due barbi addossati d'oro; nel 2° d'azzurro alla banda d'argento accostata da due cotisse potenziate e contropotenziate d'oro) |
|        | Bouy-Luxembourg d'azur à la bande d'argent côtoyée de deux doubles cotices potencées et contre-potencées d'or, à la bordure du même, à l'écusson d'argent au lion à la queue fourchée de gueules armée, lampassée et couronnée aussi d'or, brochant en abîme sur le tout (d'azzurro, alla banda d'argento accostata da due doppie cotisse potenziate e contropotenziate d'oro; alla bordura dello stesso; sul tutto d'argento, al leone con la coda forcata di rosso, armato, lampassato e coronato pure d'oro) |
|        | Bragelogne-Beauvoir De gueules à la fasce d'argent, un raisin au chef et une coquille en pointe accompagnés d'une clef en traverse et d'une faulx en cotice le tout d'or; sur le tout de sable au lion d'argent rampant armé et lampassé de gueules (di rosso, alla fascia d'argento, con un grappolo di uva nel capo e una conchiglia in punta accompagnati da una chiave in sbarra e da una falce in banda, il tutto d'oro; sul tutto di nero, al leone d'argento armato e lampassato di rosso) |
|        | Buxeuil de gueules à la bande d'argent, accostée de deux cotices potencées et contre-potencées du même (di rosso, alla banda d'argento, accostata da due cotisse potenziate e contropotenziate dello stesso) |
|        | Chaource d'or à l'ours de sable, au chef d'azur chargé de deux chats affrontés d'argent, se léchant l'un la patte droite et l'autre la patte gauche (d'oro, all'orso passante di nero, al capo d'azzurro caricato di due gatti affrontati d'argento, uno che si lecca la zampa sinistra e l'altro la zampa destra) |
|        | Mailly-le-Camp Tranché : au premier de gueules à l'épée d'argent garnie d'or, au second d'azur aux trois épis de blé d'or en éventail ; à la bande d'argent côtoyée de deux doubles cotices potencées et contre-potencées d'or brochant sur la partition (trinciato: nel 1º di rosso, alla spada d'argento guarnita d'oro; nel 2º d'azzurro, a tre spighe di grano d'oro poste in ventaglio; alla banda d'argento accostata da due doppie cotisse potenziate e contropotenziate d'oro, attraversante sulla partizione) |
|        | Nogent-sur-Seine D'azur à la double face potencée et contre potencée accompagnée, en chef d'un soleil et en pointe de trois fleurs de lys ordonnées 2 et 1 le tout d'or (d'azzurro, alla doppia fascia potenziata e contropotenziata, accompagnata in capo da un sole e in punta da tre gigli ordinati 2 e 1, il tutto d'oro) |
|        | Romilly-sur-Seine De gueules aux deux lions affrontés d'or, mouvant des flancs, tenant une roue dentée d'argent remplie d'un écartelé de sinople et de gueules, le tout posé sur une fasce ondée d'argent, accompagnée en pointe d'une bobine d'or, garnie de fil se dévidant d'argent, au chef d'azur chargé de trois abeilles d'or. (di rosso, a due leoni affrontati d'oro, tenenti una ruota dentata d'argento caricata da uno scudetto inquartato di verde e di rosso, il tutto posto su una fascia ondata d'argento, accompagnata in punta da una bobina d'oro, guarnita di un filo d'argento che si srotola; al capo d'azzurro caricato di tre api d'oro) |
|        | Troyes D'azur à la bande d'argent côtoyée de deux doubles cotices potencées d'or de treize pièces, au chef aussi d'azur chargé de trois fleurs de lis d'or (d'azzurro, alla banda d'argento accostata da due cotisse potenziate e contropotenziate d'oro di tredici pezzi, al capo pure d'azzurro caricato da tre gigli d'oro) |
|        | Verrières d'or à la barre ondée d'azur accompagnée, en chef, d'une croix alésée pattée de gueules et, en pointe, d'un ours en pied de sable, au chef potencé et contre-potencé aussi d'azur rempli du champ (d'oro, alla sbarra ondata d'azzurro, accompagnata da una croce scorciata e patente di rosso, in capo, e da un orso ritto di nero, in punta; al capo potenziato e contropotenziato pure d'azzurro, riempito del campo) |